# Belphegor the Mountebank
Belphegor the Mountebank er en britisk stumfilm fra 1921 af Bert Wynne.

## Medvirkende
- Milton Rosmer som Belphegor
- Kathleen Vaughan som Pauline de Blangy
- Warwick Ward som Laverennes
- Nancy Price som de Blangy
- Margaret Dean som Madeleine
- Peter Coleman som Fanfaronade
- Leal Douglas som Catherine
- R.Heaton Grey som Comte de Blangy
- A.Harding Steerman som Duc de Sarola